# 梧州南駅
梧州南駅は、南広線の中間駅であり、EMU列車がある。駅は、2014年4月18日に開業した。 2014年12月26日、 広州南駅へのEMU列車が開通した。

## 交通
- 48棗沖– 梧州南駅
- 49 旺甫– 梧州南駅
- 303 梧州駅 – 梧州南駅
- 307銭鑑– 梧州南駅
- 梧州南駅特急バス線龍船沖旅客交通バス駅– 梧州南駅

## 関連事項
- 梧州駅